# Black Lightning
Black Lightning – amerykański serial science fiction wyprodukowany przez Warner Bros. Television  Akil Productions oraz DC Entertainment. Television, stworzony przez Tony’ego Isabellę i Trevora Von Eedena na podstawie na komiksów wydawnictwa DC Comics.

## Emisja
Serial jest emitowany od 16 stycznia 2018 r. przez The CW. W Polsce serial jest udostępniany od 23 stycznia 2018 roku na platformie Netflix.

## Fabuła
Serial opowiada o Jeffersonie Piersie, który przed laty porzucił kostium superbohatera, Black Lightninga, aby prowadzić spokojne życie rodzinne. Wszystko się zmienia, kiedy jego córka staje się celem gangu, z którym wcześniej walczył. Nie mając wyboru, musi znowu założyć kostium superbohatera i walczyć z przestępcami.

## Obsada

### Role główne
- Cress Williams jako Jefferson Pierce / Black Lightning[3] (45 odcinków)[4]
- China Anne McClain jako Jennifer Pierce / Lightning[5][6] (45 odcinków)
- Laura Kariuk jako Jennifer Piece / Lighting (od odc 5 Sezonu 4 "Księga ruin, rozdział pierwszy: Ratujmy co się da"[7]
- Nafessa Williams jako Anissa Pierce / Thunder[5] (45 odcinków)
- Christine Adams jako Lynn Stewart[8] (45 odcinków)
- Marvin "Krondon" Jones III jako Tobias Whale[9] (45 odcinków)
- Damon Gupton jako Billy Henderson[10] (45 odcinków)
- James Remar jako Peter Gambi[10] (45 odcinków)

### Role drugoplanowe
Zestawienie obejmuje aktorów, którzy wystąpili w co najmniej 6 odcinkach serialu.
- Kyanna Simone Simpson jako Kiesha Henderson[11] (7 odcinków)
- Skye P. Marshall jako Kara Fowdy[12] (10 odcinków)
- Charlbi Dean jako Syonide (9 odcinków)
- Jordan Calloway jako Khalil Payne (38 odcinków)
- Chantal Thuy jako Grace Choi[13] (22 odcinki)
- Jill Scott jako Lady Eve[14] (8 odcinków)
- Bill Duke jako agent Percy Odell (20 odcinków)
- William Catlett jako Lala (16 odcinków)
- Clifton Powell jako czcigodny Jeremiah Holt (15 odcinków)
- Jennifer Riker jako dr Helga Jace (15 odcinków)
- Jahking Guillory jako Brandon (13 odcinków)
- Katy M. O'Brian jako mjr Sara Grey (11 odcinków)
- Yolanda T. Ross jako Nichelle Payne (9 odcinków)
- Erika Alexander jako Perenna (8 odcinków)
- Adetinpo Thomas jako Jamillah Olsen (8 odcinków)
- Boone Platt jako sierż. Gardner Grayle (8 odcinków)
- Crystal Lee Brown jako sierż. sztabowy King (8 odcinków)
- Christopher Ammanuel jako Baron/TC (8 odcinków)
- Vernika Rowe jako ciocia Gina (8 odcinków)
- Renell Gibbs jako Kyrie (8 odcinków)
- Kearran Giovanni jako Giselle Cutter (7 odcinków)
- Jason Louder jako Frank 2-Bits Tanner (7 odcinków)
- Sh'Kia Augustin jako Shonda (7 odcinków)
- Birgundi Baker jako Anaya (6 odcinków)
- Madison Bailey jako Wendy Hernandez (6 odcinków)
- Gabriella Garcia jako Erica Moran (6 odcinków)
- Jasun Jabbar Wardlaw Jr. jako Tavon Singley (6 odcinków)
- Euseph Messiah jako Michael Allen, pielęgniarz (6 odcinków)
- Joseph Steven Yang jako starszy mężczyzna z Azji (6 odcinków)

### Występy gościnne
- Eric Mendenhall jako Joey Toledo (6 odcinków)[4]
- Edwina Findley Dickerson jako Tori Whale[15] (3 odcinki)
- Antonio Fargas jako David Poe (1 odcinek)

## Przegląd sezonów
| Sezon | Sezon | Odcinki | Pierwsza emisja     | Pierwsza emisja  | Pierwsza emisja      | Pierwsza emisja  | Pierwsza emisja |
| Sezon | Sezon | Odcinki | Premiera            | Finał            | Premiera             | Finał            |                 |
| ----- | ----- | ------- | ------------------- | ---------------- | -------------------- | ---------------- | --------------- |
|       | 1     | 13      | 16 stycznia 2018    | 17 kwietnia 2018 | 23 stycznia 2018     | 24 kwietnia 2018 |                 |
|       | 2     | 16      | 9 października 2018 | 18 marca 2019    | 16 października 2018 | 25 marca 2019    |                 |
|       | 3     | 16      | 7 października 2019 | 9 marca 2020     | 26 marca 2020        | 26 marca 2020    |                 |
|       | 4     | 13      | 8 lutego 2021       | 24 maja 2021     | 29 czerwca 2021      | 29 czerwca 2021  |                 |

## Lista odcinków

### Sezon 1 (2018)
| Nr | #  | Tytuł                                                          | Polski tytuł                            | Reżyseria       | Scenariusz               | Premiera (The CW) | Premiera w Polsce (Netflix) |
| -- | -- | -------------------------------------------------------------- | --------------------------------------- | --------------- | ------------------------ | ----------------- | --------------------------- |
| 1  | 1  | The Resurrection                                               | Zmartwychwstanie                        | Salim Akil      | Salim Akil               | 16 stycznia 2018  | 23 stycznia 2018            |
| 2  | 2  | Lawanda: The Book of Hope                                      | LaWanda: Księga nadziei                 | Oz Scott        | Salim Akil               | 23 stycznia 2018  | 30 stycznia 2018            |
| 3  | 3  | Lawanda: The Book of Burial                                    | LaWanda: Księga pogrzebu                | Mark Tonderai   | Jan Nash                 | 30 stycznia 2018  | 6 lutego 2018               |
| 4  | 4  | Black Jesus                                                    | Czarny Jezus                            | Michael Schultz | Pat Charles              | 6 lutego 2018     | 13 lutego 2018              |
| 5  | 5  | And Then the Devil Brought the Plague: The Book of Green Light | Nowa diabelska zaraza: Green Light      | Rose Troche     | Adam Giaudrone           | 13 lutego 2018    | 20 lutego 2018              |
| 6  | 6  | Three Sevens: The Book of Thunder                              | Trzy siódemki: Księga Gromu             | Benny Boom      | Charles Holland          | 27 lutego 2018    | 6 marca 2018                |
| 7  | 7  | Equinox: The Book of Fate                                      | Równonoc: Księga losu                   | Bille Woodruff  | Lamont Magee             | 6 marca 2018      | 13 marca 2018               |
| 8  | 8  | The Book of Revelations                                        | Księga Objawienia                       | Tanya Hamilton  | Jan Nash                 | 13 marca 2018     | 20 marca 2018               |
| 9  | 9  | The Book of Little Black Lies                                  | Księga czarnych kłamstewek              | Tawnia McKernan | Keli Goff                | 20 marca 2018     | 27 marca 2018               |
| 10 | 10 | Sins of the Father: The Book of Redemption                     | Grzechy ojca: Księga odkupienia         | Eric Laneuville | Pat Charles              | 27 marca 2018     | 3 kwietnia 2018             |
| 11 | 11 | Black Jesus: The Book of Crucifixion                           | Czarny Jezus: Księga ukrzyżowania       | Michael Schultz | Melora Rivera            | 3 kwietnia 2018   | 10 kwietnia 2018            |
| 12 | 12 | The Resurrection and the Light: The Book of Pain               | Zmartwychwstanie i światło: Księga bólu | Oz Scott        | Jan Nash, Adam Giaudrone | 10 kwietnia 2018  | 17 kwietnia 2018            |
| 13 | 13 | Shadow of Death: The Book of War                               | Cień śmierci: Księga wojny              | Salim Akil      | Charles D. Holland       | 17 kwietnia 2018  | 24 kwietnia 2018            |

### Sezon 2 (2018-2019)
| Nr | #  | Tytuł                                                                 | Polski tytuł                                                         | Reżyseria                  | Scenariusz               | Premiera (The CW)    | Premiera w Polsce (Netflix) |
| -- | -- | --------------------------------------------------------------------- | -------------------------------------------------------------------- | -------------------------- | ------------------------ | -------------------- | --------------------------- |
| 14 | 1  | The Book of Consequences: Chapter One: Rise of the Green Light Babies | Księga konsekwencji, rozdział pierwszy: Dzieci Green Lightu powstają | Salim Akil                 | Salim Akil               | 9 października 2018  | 16 października 2018        |
| 15 | 2  | The Book of Consequences: Chapter Two: Black Jesus Blues              | Księga konsekwencji, rozdział drugi: Blues Czarnego Jezusa           | Oz Scott                   | Charles D. Holland       | 16 października 2018 | 23 października 2018        |
| 16 | 3  | The Book of Consequences: Chapter Three: Master Lowry                 | Księga konsekwencji, rozdział trzeci: Pan Lowry                      | Rose Troche                | Jan Nash                 | 23 października 2018 | 30 października 2018        |
| 17 | 4  | The Book of Consequences: Chapter Four: Translucent Freak             | Księga konsekwencji, rozdział czwarty: Przezroczysty dziwoląg        | Salli Richardson-Whitfield | Adam Giaudrone           | 30 października 2018 | 6 listopada 2018            |
| 18 | 5  | The Book of Blood: Chapter One: Requiem                               | Księga krwi, rozdział pierwszy: Requiem                              | Michael Schultz            | Lamont Magee             | 13 listopada 2018    | 20 listopada 2018           |
| 19 | 6  | The Book of Blood: Chapter Two: The Perdi                             | Księga krwi, rozdział drugi: Perdi                                   | Oz Scott                   | Pat Charles              | 20 listopada 2018    | 27 listopada 2018           |
| 20 | 7  | The Book of Blood: Chapter Three: The Sange                           | Księga krwi, rozdział drugi: Sange                                   | Eric Laneuville            | Keli Goff                | 27 listopada 2018    | 4 grudnia 2018              |
| 21 | 8  | The Book of Rebellion: Chapter One: Exodus                            | Księga buntu, rozdział pierwszy: Exodus                              | Jake Waller                | Tawnia McKiernan         | 4 grudnia 2018       | 11 grudnia 2018             |
| 22 | 9  | The Book of Rebellion: Chapter Two: Gift of the Magi                  | Księga buntu, rozdział drugi: Dary Trzech Króli                      | Benny Boom                 | Adam Giaudrone           | 11 grudnia 2018      | 18 grudnia 2018             |
| 23 | 10 | The Book of Rebellion: Chapter Three: Angelitos Negros                | Księga buntu, rozdział trzeci: Angelitos Negros                      | Benny Nzingha Stewart      | Jan Nash, J. Allen Brown | 21 stycznia 2019     | 28 stycznia 2019            |
| 24 | 11 | The Book of Secrets: Chapter One: Prodigal Son                        | Księga tajemnic, rozdział pierwszy: Syn marnotrawny                  | Rob Hardy                  | Pat Charles              | 28 stycznia 2019     | 4 lutego 2019               |
| 25 | 12 | The Book of Secrets: Chapter Two: Just and Unjust                     | Księga tajemnic, rozdział drugi: Sprawiedliwi i niesprawiedliwi      | Jeff Byrd                  | Charles D. Holland       | 4 lutego 2019        | 11 lutego 2019              |
| 26 | 13 | The Book of Secrets: Chapter Three: Pillar of Fire                    | Księga tajemnic, rozdział trzeci: Słup ognia                         | Robert Townsend            | Lamont Magee             | 11 lutego 2019       | 18 lutego 2019              |
| 27 | 14 | The Book of Secrets: Chapter Four: Original Sin                       | Księga tajemnic, rozdział czwarty: Grzech pierworodny                | Oz Scott                   | Lamont Magee             | 4 marca 2019         | 11 marca 2019               |
| 28 | 15 | The Book of the Apocalypse: Chapter One: The Alpha                    | Księga Apokalipsy, rozdział pierwszy: Alfa                           | Salim Akil                 | Jan Nash                 | 11 marca 2019        | 18 marca 2019               |
| 29 | 16 | The Book of the Apocalypse: Chapter Two: The Omega                    | Księga Apokalipsy, rozdział drugi: Omega                             | Salim Akil                 | Charles D. Holland       | 18 marca 2019        | 25 marca 2019               |

### Sezon 3 (2019-2020)
| Nr | #  | Tytuł                                                                 | Polski tytuł                                                       | Reżyseria       | Scenariusz                              | Premiera (The CW)    | Premiera w Polsce (Netflix) |
| --- | -- | --------------------------------------------------------------------- | ------------------------------------------------------------------ | --------------- | --------------------------------------- | -------------------- | --------------------------- |
| 30 | 1  | The Book of Occupation: Chapter One: Birth of Blackbird               | Księga okupacji: rozdział pierwszy: Blackbird przybywa             | Salim Akil      | Salim Akil                              | 7 października 2019  | 26 marca 2020               |
| 31 | 2  | The Book of Occupation: Chapter Two: Maryam's Tasbih                  | Księga okupacji: rozdział drugi: Różaniec Maryam                   | Oz Scott        | Charles D. Holland                      | 14 października 2019 | 26 marca 2020               |
| 32 | 3  | The Book of Occupation: Chapter Three: Agent Odell's Pipe-Dream       | Księga okupacji: rozdział trzeci: Mrzonki agenta Odella            | Benny Boom      | Pat Charles                             | 21 października 2019 | 26 marca 2020               |
| 33 | 4  | The Book of Occupation: Chapter Four: Lynn's Ouroboros                | Księga okupacji: rozdział czwarty: Uroboros Lynn                   | Mary Lou Belli  | Adam Giaudrone                          | 28 października 2019 | 26 marca 2020               |
| 34 | 5  | The Book of Occupation: Chapter Five: Requiem for Tavon               | Księga okupacji: rozdział piąty: Rekwiem dla Tavona                | Robert Townsend | Brusta Brown, John Mitchell Todd        | 11 listopada 2019    | 26 marca 2020               |
| 35 | 6  | The Book of Resistance: Chapter One: Knocking on Heaven's Door        | Księga oporu: rozdział pierwszy: Pukając do nieba bram             | Jeff Byrd       | Lamont Magee                            | 18 listopada 2019    | 26 marca 2020               |
| 36 | 7  | The Book of Resistance: Chapter Two: Henderson's Opus                 | Księga oporu: rozdział drugi: Dzieło Hendersona                    | Oz Scott        | Lynelle White                           | 25 listopada 2019    | 26 marca 2020               |
| 37 | 8  | The Book of Resistance: Chapter Three: The Battle of Franklin Terrace | Księga oporu: rozdział trzeci: Bitwa o Franklin Terrace            | Neema Barnette  | Jake Waller                             | 2 grudnia 2019       | 26 marca 2020               |
| 38 | 9  | The Book of Resistance: Chapter Four: Earth Crisis                    | Księga oporu: rozdział czwarty: Kryzys w świecie                   | Tasha Smith     | Lamont Magee                            | 9 grudnia 2019       | 26 marca 2020               |
| Odcinek nawiązuje do wydarzeń zawartych w pięcioodcinkowym crossoverze "Crisis on Infinite Earths" pomiędzy serialami Supergirl (odcinek 5x09, część pierwsza), Batwoman (odcinek 1x09, część druga), Flash (odcinek 6x09, część trzecia), Arrow (odcinek 8x08, część czwarta) oraz DC’s Legends of Tomorrow (sezon 5 – odcinek specjalny, część piąta). Pomimo iż serial nie należy do tego samego uniwersum (Arrowverse), niektórzy bohaterowie występują w crossoverze. |    |                                                                       |                                                                    |                 |                                         |                      |                             |
| 39 | 10 | The Book of Markovia: Chapter One: Blessings and Curses Reborn        | Księga Markovii: rozdział pierwszy: Powrót błogosławieństw i klątw | Eric Laneuville | J. Allen Brown                          | 20 stycznia 2020     | 26 marca 2020               |
| 40 | 11 | The Book of Markovia: Chapter Two : Lynn's Addiction                  | Księga Markovii: rozdział drugi: Uzależnienie Lynn                 | Tasha Smith     | Lamont Magee                            | 27 stycznia 2020     | 26 marca 2020               |
| 41 | 12 | The Book of Markovia: Chapter Three: Motherless ID                    | Księga Markovii: rozdział trzeci: Osierocone ID                    | Bille Woodruff  | Adam Giaudrone, Lynelle White           | 3 lutego 2020        | 26 marca 2020               |
| 42 | 13 | The Book of Markovia: Chapter Four: Grab the Strap                    | Księga Markovii: rozdział czwarty: Pora działać                    | Salim Akil      | Charles D. Holland, Asheleigh O. Conley | 10 lutego 2020       | 26 marca 2020               |
| 43 | 14 | The Book of War: Chapter One: Homecoming                              | Księga Wojny: rozdział pierwszy: Powrót do domu                    | Benny Boom      | Brusta Brown, John Mitchell Todd        | 24 lutego 2020       | 26 marca 2020               |
| 44 | 15 | The Book of War: Chapter Two: Prepares for War                        | Księga Wojny: rozdział drugi: Za wolność się płaci                 | Oz Scott        | Pat Charles                             | 2 marca 2020         | 26 marca 2020               |
| 45 | 16 | The Book of War: Chapter Three: Liberation                            | Księga wojny: rozdział trzeci: Wyzwolenie                          | Salim Akil      | Charles D. Holland                      | 9 marca 2020         | 26 marca 2020               |

### Sezon 4 (2021)
| Nr | #  | Tytuł                                                             | Polski tytuł                                            | Reżyseria      | Scenariusz                       | Premiera (The CW) | Premiera w Polsce (Netflix) |
| -- | -- | ----------------------------------------------------------------- | ------------------------------------------------------- | -------------- | -------------------------------- | ----------------- | --------------------------- |
| 46 | 1  | The Book of Reconstruction: Chapter One: Collateral Damage        | Księga rekonstrukcji, rozdział pierwszy: Straty uboczne | Salim Akil     | Salim Akil                       | 8 lutego 2021     | 29 czerwca 2021             |
| 47 | 2  | The Book of Reconstruction: Chapter Two: Unacceptable Losses      | Księga odbudowy, rozdział drugi: Niedopuszczalne straty | Bille Woodruff | Charles D. Holland               | 15 lutego 2021    | 29 czerwca 2021             |
| 48 | 3  | The Book of Reconstruction: Chapter Three: Despite All My Rage... | Księga odbudowy, rozdział trzeci: Pomimo wściekłości    | Salim Akil     | Brusta Brown, John Mitchell Todd | 22 lutego 2021    | 29 czerwca 2021             |
| 49 | 4  | The Book of Reconstruction: Chapter Four: A Light in the Darkness | Księga odbudowy, rozdział czwarty: Światło w ciemności  | Mary Lou Belli | Lamont Magee                     | 1 marca 2021      | 29 czerwca 2021             |
| 50 | 5  | The Book of Ruin: Chapter One: Picking Up the Pieces              | Księga ruin, rozdział pierwszy: Ratujmy, co się da      | Bille Woodruff | Adam Giaudrone                   | 8 marca 2021      | 29 czerwca 2021             |
| 51 | 6  | The Book of Ruin: Chapter Two: Theseus's Ship                     | Księga ruin, rozdział drugi: Statek Tezeusza            | Mary Lou Belli | Jake Waller                      | 15 marca 2021     | 29 czerwca 2021             |
| 52 | 7  | Painkiller                                                        | Painkiller                                              | Bille Woodruff | Salim Akil                       | 12 kwietnia 2021  | 29 czerwca 2021             |
| 53 | 8  | The Book of Ruin: Chapter Three: Things Fall Apart                | Księga ruin, rozdział trzeci: Wszystko się rozpada      | Bille Woodruff | André Edmonds                    | 19 kwietnia 2021  | 29 czerwca 2021             |
| 54 | 9  | The Book of Ruin: Chapter Four: Lyding                            | Księga ruin, rozdział czwarty: Cierpienie               | Keesha Sharp   | J. Allen Brown                   | 26 kwietnia 2021  | 29 czerwca 2021             |
| 55 | 10 | The Book of Reunification: Chapter One: Revelations               | Księga zjednoczenia, rozdział pierwszy: Rewelacje       | Benny Boom     | Jamila Daniel                    | 3 maja 2021       | 29 czerwca 2021             |
| 56 | 11 | The Book of Reunification: Chapter Two: Trial and Errors          | Księga zjednoczenia, rozdział drugi: Próby i błędy      | Bille Woodruff | Asheleigh O. Conley              | 10 maja 2021      | 29 czerwca 2021             |
| 57 | 12 | The Book of Resurrection: Chapter One: Crossroads                 | Księga zmartwychwstania, rozdział pierwszy: Rozdroża    | Benny Boom     | Brusta Brown, John Mitchell Todd | 17 maja 2021      | 29 czerwca 2021             |
| 58 | 13 | The Book of Resurrection: Chapter Two: Closure                    | Księga zmartwychwstania, rozdział drugi: Zakończenie    | Salim Akil     | Charles D. Holland               | 24 maja 2021      | 29 czerwca 2021             |

## Produkcja
Na początku września 2016 roku poinformowano, że Greg Berlanti, Mara Brock Akil i Salim Akil rozpoczęli prace na serialem – na podstawie komiksu Black Lightning – którego pilot zamówiła stacja FOX.
Pod koniec lutego 2017 roku poinformowano, że w tytułową rolę wcieli się Cress Williams, a w kolejnym miesiącu ogłoszono, że do obsady dołączyli: Nafessa Williams, China Anne McClain i Christine Adams.
11 maja 2017 roku stacja The CW zamówiła serial na sezon telewizyjny na sezon 2017/18, którego emisja została zaplanowana na midseason 2018 roku.
W sierpniu 2017 roku ogłoszono, że w rolę Tobiasa Whale'a wcieli się Marvin "Krondon" Jones III, oraz że Damon Gupton i James Remar dołączyli do obsady.
We wrześniu 2017 roku oznajmiono, że Kyanna Simone Simpson wcieli się w rolę Kiesha Henderson. W  październiku ogłoszono, że Jill Scott oraz Edwina Findley dołączyli do obsady, a także że rolę Grace Choi zagra Chantal Thuy.
W styczniu 2018 roku ogłoszono, że Skye P. Marshall będzie powracać jako Kara Fowdy, a 9 marca 2018, stacja poinformowała o zamówieniu drugiego sezonu.
Dnia 31 stycznia 2019 roku potwierdzono produkcję trzeciej serii, natomiast na początku stycznia 2020 roku stacja The CW ogłosiła zamówienie czwartego sezonu.

## Anulowany spin-off
W listopadzie 2020 roku do wiadomości publicznej dotarła wiadomość, że stacja The CW pracuje nad odcinkiem, który jednocześnie będzie odcinkiem pilotażowym potencjalnego nowego serialu ze świata Arrowverse. Zarówno nowy serial jak i odcinek zostały zatytułowane Painkiller. Serial byłby spin-offem serialu Black Ligtning, a główną rolę powierzono odtwórcy roli Khalila Payne – Jordanowi Calloway. Dnia 24 maja 2021 produkcja ogłosiła, że prace nad nowym serialem zostały wstrzymane i nie będą dalej prowadzone.